# Saladillo (ort)
Saladillo är en ort i Argentina.   Den ligger i provinsen San Luis, i den centrala delen av landet, 700 km väster om huvudstaden Buenos Aires. Saladillo ligger 860 meter över havet och antalet invånare är 275.
Terrängen runt Saladillo är lite kuperad. Runt Saladillo är det mycket glesbefolkat, med 3 invånare per kvadratkilometer..
Omgivningarna runt Saladillo är i huvudsak ett öppet busklandskap.